# Памятник Гедимину
Памятник великому князю Гедимину (лит. Paminklas didžiajam kunigaikščiui Gediminui) — одна из достопримечательностей Старого города столицы Литвы Вильнюса, монумент его основателю великому князю Гедимину.
Памятник был отлит в соседней Белоруссии и установлен в 1996 году на Кафедральной площади, рядом с местом, где позднее был воссоздан Дворец великих князей литовских. Автор — американский скульптор литовского происхождения Витаутас Кашуба. Гранит для изготовления пьедестала подарен президентом Украины Леонидом Кучмой.
Монумент имеет несколько необычных особенностей:
- Гедимин держит обнажённый меч в руке, но не в правой за рукоять, а в левой за лезвие.
- Памятник можно назвать конным, но князь не сидит верхом, а стоит рядом с конём.
- Хотя в легенде волк железный, его фигура у основания постамента изваяна из камня.

## Легенда
Предание об основании города рассказывает о сне, приснившемся князю, когда однажды после охоты он остановился на ночлег у холма над рекой Вильня:

И приснился ему там сон, что на горе, которую звали Кривая, а сейчас Лысая, стоит большой железный волк и в нем ревет, как будто сто волков выло. И очнувшись от сна своего, он сказал волхву своему по имени Лиздейко, который был найден в орлином гнезде, и был тот Лиздейко у князя Гедимина волхвом и наивысшим языческим попом: «Видел я сон удивительный»; и сказал ему все, что во сне видел. А тот волхв Лиздейко сказал государю: «Князь великий, железный волк означает, что будет здесь столичный город, а что у него внутри ревет — то слава о нем разнесется на весь мир». И князь великий Гедимин завтра же, не уезжая, послал за людьми и заложил замок, один на Свинтороге, Нижний, а другой — на Кривой горе, которую теперь зовут Лысой, и дал имя тем городам Вильно.
— Хроника Быховца — «РОД ВЕЛИКИХ КНЯЗЕЙ ЛИТОВСКИХ, ИЗ ПОКОЛЕНИЯ И ИЗ РОДА... »